# Edison Méndez

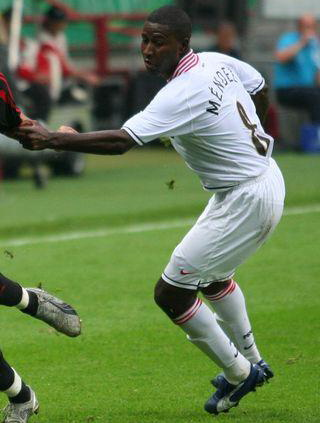
Edison Méndez

Edison Méndez, född 16 mars 1979 i Ibarra, är en ecuadoriansk fotbollsspelare (mittfältare) som sedan 2015 spelar i Club Deportivo El Nacional. Han debuterade i Ecuadors landslag år 2000 och har deltagit i bland annat tre Copa América (Copa América 2001, Copa América 2004 och Copa América 2007) samt två VM-turneringar (VM 2002 och VM 2006).
Han spelade i Copa América 2001 och gjorde 1 mål men Ecuador åkte ut redan i gruppspelet. 
I VM 2002 förlorade Ecuador sin match mot Italien med 2-0 och förlorade även matchen mot Mexiko med 2-1 och var i det skedet ute i gruppen men vann ändå sin sista match mot Kroatien med 1-0 genom ett mål av Méndez. Det målet betydde att Mexiko och Italien gick vidare från gruppen på Kroatiens bekostnad.